# New Associationist Movement
New Associationist Movement（ニュー アソシエーショニスト ムーブメント、略称：NAM〈ナム〉）は、日本発の資本と国家への対抗運動。柄谷行人が「当時雑誌（『群像』）に連載した『トランスクリティーク：カントとマルクス』で提示した、カントとマルクスの総合、アナーキズムとマルクス主義の総合を、実践的レベルで追求するための試み」。2000年6月大阪で運動を開始、結成。2000年10月には綱領的文書である『NAM原理』を出版。2003年1月に解散。2年半の活動だった。
提唱者の柄谷自身は、『共産党宣言』後2年で解散した共産主義者同盟のケースと同じく、解散後は固有名詞ではなくなり、一般名詞（文字通り、”新しいアソシエーショニストの運動”）となったと述べている。「『NAM原理』は、2000年の時点で存在した組織のために書いたのですが、2年で解散したから、それ以後は一般名詞です。つまり、それは「新しいアソシエーショニスト運動」という意味ですから、2000年の時点にあったものに限定する必要はありません」「NAMは解散したが、アソシエーションの運動が終わったわけではない」とも述べている。 
2021年2月『ニュー・アソシエーショニスト宣言』（柄谷行人、作品社）と『NAM総括-運動の未来のために』（吉永剛志、航思社）が出版された。

## 原理
下記の原理を承認すれば、あとの実践は何をやってもいい、各人の創造に負うとされた。　　
1. NAMは、倫理的‐経済的な運動である。カントの言葉をもじっていえば、倫理なき経済はブラインドであり、経済無き倫理は空虚であるがゆえに。
2. NAMは「非暴力的」である。それはいわゆる暴力革命を否定するだけでなく、議会による国家権力の獲得とその行使を志向しないという意味である。なぜならＮＡMが目指すのは、国家権力によっては廃棄することができないような、資本制経済の廃棄であり、国家そのものの廃棄である~。
3. NAMは、資本と国家への対抗運動を組織する。内側とは、通常の労働運動・議会政治にあるような資本に対抗する運動である。外側とは非資本的な経済圏を作り出すことである。これらの対抗運動はいずれも必要である。ただそのいずれにおいても、生産過程より流通過程に重点が置かれなけれなならない。
4. NAMはまた、国家の内と外、すなわち、小さな地域と大きな国際社会に向かう。いいかえれば、NAMは一方で地域の自治に向かい、他方で「世界共和国」（カント）を目指す。それらはいずれも、国家と資本を超える基盤となるものである。
5. NAMはその組織と運動形態自体において、実現すべきものを体現する。
6. NAMは、現実の矛盾を使用する現実的な運動であり、それは現実的な諸前提から生まれる。言い換えれば、それは、情報資本主義的段階への移行がもたらす社会的諸矛盾を、他方でそれがもたらした社会的諸能力によって超えることである。したがって、この運動には、歴史的な経験の吟味と同時に、未知のものへの創造的な挑戦が、不可欠である。

　　　※2018年1月になって、４を付け加える。
　　※運動は大きな二つの柱からなる。
1. 内在的運動：『資本論』から柄谷が得た「資本が増殖する際に一度は売る立場に立たなくてはならず、そのとき、消費者としての労働者は主体的に振舞える」という考えに基づき、不買運動（ボイコット）を中心とした資本への対抗運動を展開してゆく。
2. 超出的運動：非資本制企業（協同組合）を創出してゆく。

## 沿革
2000年6月結成、2003年1月解散。
　柄谷行人は、2001年『トランスクリティーク：カントとマルクス』を、2000年に自らも関わって立ち上げた生産者協同組合である、批評空間社 から出版、その内容をもとに、2000年6月、アソシエーション＝「国家と資本への対抗運動」の活動、NAM（New Associationist Movement） を大阪で立ち上げた。『NAM原理』（2000・太田出版）は、WEB上でその内容が公開されていたにもかかわらず当時、発売3カ月で1万7千部以上売れた。著名なエコロジー活動家など多数が参加し、最大700人の会員数を数えた。2001年9月11日にアメリカ同時多発テロ事件発生した際、NAMのサイトに「テロにも報復戦争にも反対する」という旨の声明が出た。なお『批評空間』のWEBサイト上で、9.11同時多発テロに対する柄谷行人のコメントとして「これは予言ではない」と題する文章が掲載された。
　2001年12月にはWEB上でのヴァーチャルな取引を、制度設計として組み込んだことを目玉とする地域通貨Q を、NAMとは独立した任意団体として西部忠を中心に立ち上げた。当初の予定では、批評空間社もこのQに参入し、productsを部分的にQ支払い可能にし、出版・メディア、そして最終的には流通一般そのもの、の既成の仕組みを徐々に変革していくことが目指されていた。第3期批評空間創刊記念シンポジウムでは、建築や芸術のジャンルから磯崎新や岡崎乾二郎らがパネリストとして並び、地域通貨Qによる流通の変革への期待が述べられた。しかし、人間関係の軋轢、未知の問題点の噴出、ネット上でのコミュニケーションからおこる通信上の混乱などで、NAMは2003年1月に早々と解散。あるいは柄谷が「身も蓋もなく潰」した。批評空間社も社長兼『批評空間』の編集者の内藤祐治の死（2002年春）を契機に解散した。
　ＮＡＭの解散理由について柄谷は、NAM解散後、「本来この運動はアソシエーションのアソシエーションであり、運動開始に先行して幾つかのアソシエーションが存在していなければならなかったが、NAM自体が個人からなる一つのアソシエーションに過ぎなかった」「ファンクラブを集めてしまった」などと語っている。
　2014年9月から2015年3月にかけて4回にわたって、市民セクター政策機構/インスクリプトが発行した『社会運動』（no414-417）に柄谷は『NAMを語る』というインタビューを連載した。そこで「NAMをやり始めて、予期しなかったいろいろことが起こりました。振り返ってみれば、NAMは全く準備不足だったと思います。しかし準備に気を使ってばかりいると、いつまでたっても始められない。準備不足であれ、とりあえす実行してしまったということが良かった、と考えています。」と述べている。
　2018年1月、雑誌『現代思想』掲載の「資本の「力」とそれを超える「力」ーNAM再考」において、柄谷行人は「「NAMの原理をもって、私は2000年に運動を始めました。しかし、その2年後に解散しました。いろんな理由がありますが、何と言っても、私がオルガナイザーとして不適格な人間だったからだと思います。」「いま断っておきたいのは、NAMは全く消滅したわけではなく、各種のアソシエーショニスト運動として続いていることです。ここで名を挙げることはしませんが。NAMにいたと称してあげつらっている人たちは、それを知らないようです。それは、彼らがアソシエーショニズムとは無縁で、単にNAMという団体に属しただけだということを証明しています」「私が考えているのは、いつも、実践的‐倫理的な問題です。NAMの問題が消滅することはあり得ません」と述べている。
　2019年3月、週刊読書人インタビューにおいて、「私は今世紀のはじめごろ、NAM（新アソシエーショニスト運動）という運動をやっていました。二年で解散しましたけど、別にあきらめていない。もう一度やろうと思っていますよ。」と述べている。
　2021年2月、『社会運動』に連載された『NAMを語る』をまとめた『ニュー・アソシエーショニスト宣言』（柄谷行人、作品社）とNAMの記録をまとめた『NAM総括-運動の未来のために』（吉永剛志、航思社）が出版された。
　『トランスクリティーク』自体は2003年NAM解散後、MIT（マサチューセッツ工科大学）出版から英語版が出版された。スラヴォイ・ジジェクはこれを「必読の書」と評した。しかしながらジジェクは、その中で、柄谷のカント読解がヘーゲルによるカント批判を軽視しているのではないか、商人資本の強調が労働価値説の位置を不確かなものにしているのではないか、地域通貨という解決策にも疑念が残るのではないか、と疑問を羅列するかたちで指摘している。また日本語版としては、岩波書店から柄谷行人集第三巻『トランスクリティーク』（2004）と言う形で第2版が出された。なお柄谷のカント読解は、初版出版時、岩波新カント全集監訳者の坂部恵から高い評価を受けている。
　また、柄谷は自身の「トランスクリティーク」という言葉はガヤトリ・C・スピヴァクの「プラネタリー」という言葉と親和性が高いとしている。プラネタリー（惑星的）とはスピヴァクによると　グローバリゼーション（地球全域化）という言葉への「重ね書き」」 として提案された。実際、短期間所長をつとめた近畿大学人文研のキャッチフレーズは「プラネタリー（惑星的）な思考と実践」「芸術とは何かを発見する術であり、認識を新たにする術であり、社会の生産のあり方をも変革する力、すでに存在する事物の再生産ではなく、まだ認識もされなかった事物を新たに見出し生み出す力、さらにその新たな事物を交換、流通させていくメディアの創設、社会関係の構築」であった。
　2004年5月には近畿大学人文研での講義をもとにした『近代文学の終わり』 を早稲田文学 に発表。「若い人は「文学」をもうやらなくて結構です。かつての「近代文学」と持っている意義は同じだけど、何か、違うことを実現してください」という主旨を述べた。柄谷は、事実上この前後から文芸批評を行っておらず、このジャンルから撤退同然である。別の場所では「これまでのスタンスのままで「文学」をいうことはできない。文学を続けたかったら、むしろそれを否定しなければならない」 とも述べている。

## 評価
- 熊野純彦は2017年になって「柄谷さんは理論形成と並行してNAMという運動体を立ち上げ、資本制のなかにあって、資本とは異質、かつどこかで資本を食い破るような交換形態への実践的模索もしていましたよね。これは尊敬に値する試みである、と私は思います」と述べている[32]
- 石山修武は柄谷行人に2014年ワイマールで「あなたのようなタイプの人は人を直接組織するのに向いていないので、黒幕として影に隠れているのがよろしい。土建屋の自分は人をまとめるのが上手なので、今度NAMのような事をやるときには、僕が表にたってあげますよ」と述べている。[33]　実際翌年2015年7月、長池の柄谷邸にむかいＮＡＭ再結成をもちかけている。「午後は一転、極めて抽象度の高い、しかしこれも仕事である柄谷行人宅訪問。すぐに用件に入る。基本的にはNAMの、今再びの各論的継承、実践についてである。生やさしい相手ではないが、ハードな相手にハードな抽象論を仕掛けることは、これはわたくしには向いていないので個別な実践のアイデアらしきを述べ、用意したペーパーを渡した。」[34]
- 山城むつみは、「NAMの場合でもそうですが、理論を立てて実践するのと、本を読んで内省するのとは違う、嫌でも強烈な内省を強いられる瞬間がある。現実問題として、いまおっしゃったオーガナイザーがいなかったということは実際そうだと思う。でも、だから、運動をして行く過程で到底ふさわしいとは思えないぼくのような人間が何かをやろうとするわけで、そこにはすごい違和感というか疎外感があって、そこで否応なく内省を強いられるということはあった。それはＮＡMの理論を読んでも見えない」「（NAMに参加した）僕個人の問題として、理論に関する根本姿勢において間違っていた」「システムの外に立てないのはわかっているのに、まるでシステムエンジニアが外側からコンピューターのOSに働きかけるように、オブザーバー的な位置からシステムを客観的に分析して問題を特定し、その後でそこにアクションを起こせばシステムは変わっていくだろうというような姿勢です。NAMには経済学の専門家もいたので、システムを解明出来さえすれば、そこから時間をかけてシステムを変えてゆくことができるのではと僕はどこか楽観視していた。でも、理論におけるそういう姿勢そのものが間違っている。実際には自分自身がシステムの中にくみこまれており、システムを対象化してみる事などできない。また実際にはアクションは、決心してこれから起こすべき何かなどではなく、すでに常に始まっている行動の線を、システム内で自分が占めている持ち場でこの先、どう引き受け、どう伸ばし、それにどんなカーブをつけることでシステムを打ち開いていくかなのに、システムを変える新たな行動をオブザーバー的な位置からいかに振り出すかみたいな考え方をしていた。対象化できないものを対象化できるかのように考え行動を起こした時に生じるひずみに対する感性の欠如は致命的だと思います。実際には、対象化しているつもりでも対象化出来てない部分が必ずあって、それが思いもかけない効果をもたらす。たとえば、僕が動けば、僕自身には対象かできない部分がぼくの周囲で何かを引き起こし、僕を思いもかけない方向へまきこんでゆくということがある。歴史の中で僕らは常にそういうところで動いている。対象化できない部分があるということの恐ろしさです」[35]と述べている
- 浅田彰は2000年4月において、「唯我独尊の柄谷行人にアソシエーションなどできるわけがない」[36]と述べている。2000年11月には「市民運動なんてダサいといっている自分が実は一番ダサかった」「社会運動や市民参加に対しては「ご苦労さんだけどちょっと」という気分だった。（…）だけど、そんなことにいまさらこだわっていてもしょうがないんじゃないか、こんなギリギリのところまできて当たり前のことをすっとあたりまえにいって何が悪いのか、という感じに変わってきた」[37]と述べている。2000年12月には「このままいくと、21世紀初頭は無茶苦茶なことになってやばいけど面白い可能性もあるね。もう、この際、石原慎太郎から田中康夫まで含む「救国戦線」でやってみる？そしたらこっちは別の「人民戦線」で対抗するかもしれないけど（笑）」[38]と述べている。2016年11月において「NAMでいろいろと問題が起こり、柄谷行人から事態の収拾に協力してくれと頼まれて最終盤に参加した、あれは今にして思えば誤った妥協でした。実際、参加はしたものの、問題は何ら解決できなかった。あの時参加していなければ、自分の振る舞いは一貫しているということもできたんですけどね」[39]と述べている。また同じく2016年11月において「僕は、古いと言われようとも、柄谷行人が『トランスクリティーック』（01年）で取り出したカントーマルクスの批評的知性は今も重要であり、その先を目指すにせよまずはきちんと踏まえておくべきものだと、ここではあえていっておきたい」[40]と述べている。なお浅田彰はＮＡＭ結成集会からのＮＡＭ会員であった[41]。
- 東浩紀は『ゲンロン0』において、「理論的にも実践的にも成功しているとは言い難い。（…）彼（柄谷）が『トランスクリティーク』と同時期にみずから立ち上げたアソシエーションの実践（NAM）も、あっというまに瓦解してしまった。しかし、それでも、国民国家と資本主義の連結（資本制＝ネーション＝ステート）こそが現代の権力の源であり、したがって、それを解体するためには、その前の構造に、すなわち国家と市場以前の概念に戻らなければならないという彼の直観そのものは正しいように思われる」[42]と述べている。
- 山形浩生は、この組織の地域通貨について「ポモの偉い文芸批評家が貨幣論などを書いていても、お金について何も分かっていなかった」といい、この組織の失敗を「他山と石とすべし」と痛罵した[43]。山形は、「アソシエーションって、あの柄谷行人が教祖様をやってたNAMとかいう宗教団体もそうだったでしょ?　見事に内ゲバ起こしてつぶれてる」とも評している[44]。
- 池田信夫は、「革命ごっこ（NAM）の失敗」」と評している[45]。